# 黄建国 (中将)
黄建国（1955年3月—），河北正定人。中国人民解放军中将。

## 生平
1996年2月，任新疆军区第八师政委，1998年3月，任第四师政委。后升任中国人民解放军陆军第四十七集团军政治部主任。2003年12月任南疆军区政委。2008年7月，升任北京军区副政委。2014年冬季将领例行调整前到龄退役。